# Duale Oberschule

Bundesländer mit teilintegrativen Gesamtschulen (ohne gymnasialen Zweig)

Die Duale Oberschule (auch DOS) war eine Form der Regionalen Schule mit den Klassenstufen 5 bis 10. Sie wurde zu Beginn des Schuljahres 2006/2007 in Rheinland-Pfalz eingeführt. Ab Klassenstufe 7 wurden Schüler an Dualen Oberschulen in zwei sog. Profilstufen eingeteilt, die sich entweder am Bildungsniveau der Realschule oder der Hauptschule ausrichteten. Jeweils zum Schulhalbjahr war ein Wechsel in die höhere oder niedrigere Profilstufe möglich. Duale Oberschulen arbeiteten mit Berufsbildenden Schulen zusammen und bereiteten die Schüler in besonderem Maße auf die Berufswahl vor, z. B. durch intensive Praktikumsphasen.
In Dualen Oberschulen wurden neue pädagogische Theorien des ganzheitlichen Lernens umgesetzt. Theorie und Praxis standen somit in engem Zusammenhang und wurden im Schulfach „Praxis in der Schule“ miteinander verknüpft. Dieses zentrale Fach wurde ab Klassenstufe 6 unterrichtet und beinhaltete die Lernfelder Technik, Naturwissenschaft, Wirtschaft, Verwaltung, Hauswirtschaft und Sozialwesen.
Schüler an Dualen Oberschulen beendeten ihre Schullaufbahn mit der Berufsreife (dem Hauptschulabschluss) oder dem Sekundarabschluss (Mittlere Reife). Zusätzlich konnte die Berufsreife mit einem so genannten Qualifikationsvermerk versehen werden, der die Schüler dazu berechtigte, während ihrer Ausbildung an Berufsbildenden Schulen einen Lernbaustein in Deutsch, Englisch oder Mathematik zu überspringen.
Mit Beginn des Schuljahres 2009/10 wurden wie alle Regionalen Schulen des Landes Rheinland-Pfalz auch die Dualen Oberschulen in Realschulen plus umgewandelt.